# Ami Canaan Mann
Pour les articles homonymes, voir Canaan.
Ami Canaan Mann est une réalisatrice, scénariste et productrice américaine née à Londres, dans le district de Merton, en 1969. Elle est la fille du réalisateur Michael Mann.

## Biographie
Née à Londres, Ami Canaan Mann est la fille de Michael Mann et de Sharon Wells. Sa mère a divorcé en 1971, peu après sa naissance, et Ami a vécu au pays de Galles jusqu’à l’âge de trois ans. Elle a déménagé avec sa mère à Dayton dans l’Indiana, où elle a passé son enfance, puis à West Lafayette. Ami Mann déclare à propos de Dayton :

« C’était une ville de seulement un millier d’habitants. Il n’y avait aucun cinéma en ville, et seulement une station de télévision. En grandissant, je me suis passionnée pour la photographie. Je jouais aussi de l’alto, je lisais et j’écrivais beaucoup. »

À l’âge de 16 ans, elle passe l’été en Californie avec son père. Ce dernier l’engage comme assistante décoratrice sur la série télévisée Les Incorruptibles de Chicago qu’il produit ; elle se souvient :

« Il m’a dit que je serais payée 40 dollars par semaine, ce qui me semblait beaucoup d’argent à l’époque. Cette expérience m’a aidé à envisager que je pouvais faire carrière dans l’audiovisuel. Cela semblait un moyen de combiner mes centres d’intérêt : la photographie, la musique et l’écriture. »

Elle obtient son diplôme de fin d’études au lycée de West Lafayette et part étudier à l’école de cinéma de l’université de Californie du Sud (USC). Quelques années plus tard, elle travaille comme assistante du producteur Pieter Jan Brugge pour le film Heat (1995), où elle voit Michael Mann à l’œuvre. Son premier scénario pour la télévision est celui d’un épisode de la série New York Police Blues, Thé et sympathie, en 2000.

## Filmographie

### Comme réalisatrice
- 2001 : Morning
- 2002 : Los Angeles : Division homicide (Robbery Homicide Division), épisode 11 Train d’enfer
- 2010 : Friday Night Lights (série télévisée), épisode 4.10 Un bébé ou pas
- 2011 : Killing Fields (Texas Killing Fields)
- 2014 : Jackie and Ryan
- 2019 : Deadly Class (série télévisée), épisode 8 The Clampdown
- prochainement : Audrey's Children

### Comme scénariste
- 2000 : New York Police Blues, épisode 7.19 Thé et sympathie
- 2002 : Nancy Drew, journaliste-détective (téléfilm) de James Frawley

## Distinctions

### Récompenses
- 2001 : Audience Award au festival de Dahlonega pour Morning
- 2001 : Grand Prix au festival de Rhode Island pour Morning
- 2001 : Gold Award du premier film au festival WorldFest de Houston pour Morning

### Nominations
- 2011 : Lion d'or à la 68e Mostra de Venise pour Killing Fields

## Citations originales
1. ↑  « It was a town of only 1,000 people. There was no movie theater in town and only one TV station. My passion was photography when I was growing up. I also played the viola, and I did a lot of reading and writing. »
2. ↑  « He said they could pay me $40 a week, which sounded like a lot of money at the time. That experience helped me to imagine I might have a future in film. It seemed to be a way to put together all my interests—photography, music, and writing. »